# Фортунат
«Фортуна́т» (нем. Fortunatus) — прозаический роман конца XV века, одна из наиболее популярных народных книг в Германии, отразившая кризис средневекового мышления.

## История создания и проблема авторства
Роман был впервые напечатан в 1509 году. Судя по всему, автор книги был родом из Южной Германии, скорее всего, из Аугсбурга. По некоторым предположениям, речь может идти об аугсбургском торговце и хронисте Буркхардте Цинке (Burkhard Zink, 1396—1475).

## Жанровое своеобразие и структура романа
Роман состоит из двух частей. В первой рассказана история самого Фортуната, во второй — двух его сыновей, Ампедо и Андолозия. Книга в жанровом отношении представляет собой весьма сложное образование, включающее восточную (типа «1001 ночи») сказку, притчу, рыцарский роман, плутовской роман, новеллу и пр. В тексте ощутимы отголоски «Книги приключений» Джона Мандевиля, средневековых легенд о графе Дракуле и о чистилище Святого Патрика, «Римских деяний» и других источников.

## Сюжет
Герой романа родом из обедневшей дворянской семьи; родился он на Кипре, в городе Фамагуста. Поначалу Фортунат стремится вести себя в соответствии с рыцарским кодексом. Как пишет Б. И. Пуришев, «народная книга о Фортунате и его сыновьях соприкасается с рыцарским мифом, придающим ей нарядность и даже пышность». Однако в дальнейшем в книге берёт верх всё-таки не рыцарская, а буржуазная мораль (хотя и не окончательно). Из всех замечательных даров, которые предлагает Фортунату встреченная в лесу волшебница — Повелительница счастья, он выбирает именно волшебный кошель, где всегда можно обнаружить десять золотых монет. (Впоследствии ему приходится каяться в своём выборе: «в погоне за золотом люди превращаются в преступников, грабителей и даже убийц».
В ходе путешествия Фортунат завладевает волшебной шляпой, которая переносит её владельца, куда он пожелает. Первая и самая пространная часть книги оканчивается смертью Фортуната. Во второй части изложена судьба сыновей Фортуната. Их жизнь складывается трагично, и виной всему становится неумелое обращение с дарами отца. Здесь возникает новый сказочный мотив: волшебные яблоки, от которых у отведавшего их Андолозия, а потом и у его возлюбленной отрастают длинные рога.

### Тема путешествия в «Фортунате»
Большое место в книге занимает описание путешествия, куда пускается Фортунат со своим слугой Леопольдом. При этом важна точность в расстановке социально-экономических акцентов. Так, Милан, Брюгге и Лондон представлены в книге прежде всего как финансовые центры, Венеция — как важнейший центр торговли и т. д. Путешествие не имеет строгой практической цели и продиктовано прежде всего любознательностью; это совершенно новый для европейской литературы ракурс перемещения в пространстве.

## Влияние «Фортуната»
Книга была переведена на французский, итальянский, нидерландский и английский языки. В 1553 году Ганс Сакс, а за ним, в 1600 году, Томас Деккер создали две драматические версии сюжета. Особый интерес к «Фортунату» проявили немецкие романтики: Людвиг Тик написал на основе «Фортуната» одноимённую комедию, Людвиг Уланд — незаконченную поэму «Фортунат и его сыновья»; влияние романа ощутимо также в сказке Гауфа «Карлик Нос» и в «Необычайной истории Петера Шлемиля» Шамиссо. В Англии Эндрю Лэнг включил переработку «Фортуната» в свою «Зелёную книгу сказок». В произведении Иосифа Бродского «Развивая Платона» лирический герой обращается к Фортунатусу как к собеседнику.

## Издания
- Фортунат / Пер. с нем. Н. А. Москалевой // Прекрасная Магелона. Фортунат. Тиль Уленшпигель / Под ред. Б. И. Пуришева. — М.: Наука, 1986. — С. 51—158. — (Литературные памятники).